# Manius Acilius Aviola (Konsul 239)
Manius Acilius Aviola war ein römischer Politiker und Senator aus der gens Acilia. 
Er bekleidete im Jahr 239 zusammen mit dem Kaiser Gordian III. das Konsulat.